# 俺の手でイけ 〜痴漢の日々〜
『俺の手でイけ 〜痴漢の日々〜』（おれのてでイけ ちかんのひび）は、日本のアダルトゲームブランド・スワンマニアが2006年12月8日に発売した18禁アドベンチャーゲーム。

## 概要
有限会社アセンドアイの廉価版ブランドの一つ・スワンマニアのデビュー作。タイトル通り、痴漢を題材にしており同ブランドより後に発売されたタイトルが全般にコメディ色の強い世界観であるのに対して陰鬱なムードの強い世界観となっているが、各ヒロインの個別ルート以降はコメディ色の強い内容へストーリーが転換するので、バッドエンドは存在しない。

## ストーリー
良介は20歳の時に出来心から電車内で痴漢を働き、OLとおぼしき女性に現場を取り押さえられた経験を持つ。その日から自分を取り押さえたOL・鈴木彩に惚れ込んだ良介はいつか彩たちを満足させ、かつ自尊心を壊さないテクニックを身に付けた一流の痴漢になろうと決意し、摘発の網をかいくぐって3年が経過した。そして、良介は新たな標的を求めて今日も満員電車に乗り込む。

## 登場人物
金子 良介（かねこ りょうすけ）
主人公。20歳の時に出来心で痴漢を働いた所を取り押さえられた相手である鈴木彩に惚れ込んで、3年にわたり「相手を満足させ、かつ自尊心を壊さない」ことを心がけて痴漢の修業を重ね、3年間で一度も摘発されること無く一流の痴漢としてのテクニックを身に付ける。
鈴木 彩（すずき あや）
3年前に満員電車で良介が痴漢を働いていた所を取り押さえた女性。外見からOLと見られているが実際にOLかどうかは不明。良介はいつか彩を自分のテクニックで満足させるべく修業を重ね、周南京宿ラインの車内で彩と再開する。
榎本 弘美（えのもと ひろみ）
海の手線で通学している女子学生。ラケットを持ち歩いていることからテニス部所属と思われる。普段は明るく、元気な性格だが異性には余り免疫が無いらしい。
東本願寺 緑子（ひがしほんがんじ みどりこ）
姫百合線でお嬢様学校・姫百合女学園に通学している名家のお嬢様。電車通学を始めたのは最近になってからで、まだ満員電車の雰囲気に慣れていない様子。遠巻きに「爺」と呼ばれる男性が見守っており、緑子が危機に瀕した際は東本願寺家の私設部隊が一斉に突撃して来るらしい。

## スタッフ
- シナリオ - 南条巴
- 原画 - 梅田かしこ
- 音楽 - Arp